# Vụ tranh cãi hình ảnh Nikki Catsouras

Chân dung của Nicole "Nikki" Catsouras.

Các bức ảnh về nạn nhân bị tai nạn với khuôn mặt bị biến dạng nặng nề có tên Nikki Catsouras (4 tháng 3 năm 1988 – 31 tháng 10 năm 2006), người đã chết ở tuổi 18 trong một vụ tai nạn ô tô xảy ra tại một trạm thu phí ở Lake Forest, California, đã bị phát tán mạng và gây nên những tranh cãi dữ dội, khiến gia đình cô phải khởi kiện vì sự đau khổ mà điều này gây ra.

## Diễn biến

### Động cơ cho vụ tai nạn
Vào ngày xảy ra tai nạn, ngày 31 tháng 10 năm 2006, Catsouras và cha mẹ cô ăn trưa cùng nhau tại ngôi nhà của gia đình ở Ladera Ranch. Sau bữa trưa, cha cô, Christos Catsouras, đã đi làm trong khi mẹ cô ở nhà. Khoảng 10 phút sau, mẹ cô nghe thấy tiếng đóng cửa và tiếng bước chân ở cửa sau. Khi đi về phía nhà để xe, cô nhìn thấy con gái mình đang lùi ra đường trên chiếc Porsche 911 Carrera của bố cô – chiếc xe mà cô không được phép lái. Mẹ cô đã gọi cho cha cô; cha cô bắt đầu lái xe vòng quanh cố gắng tìm con gái mình. Dường như vài phút trước khi vụ tai nạn xảy ra, cha cô đã gọi 9-1-1 để được hỗ trợ cho đến khi được thông báo về vụ tai nạn.

### Tai nạn
Cô lấy trộm chìa khóa chiếc xe Porsche 911 Carrera của cha cô, một chiếc xe hơi mà có thể lao đi nhanh chóng, thay đổi vận tốc từ 0 đến gần 100 km/h chỉ trong vòng chưa đầy 5 giây. Trước đó, Nikki chưa bao giờ được bố mẹ cho phép ngồi lái chiếc Porsche. Theo báo cáo của đội tuần tra đường cao tốc tiểu bang California, vào khoảng 1h45 chiều ngày 31 tháng 10 năm 2006, Nikki Catsouras lái xe với tốc độ 160 km/h trên Quốc lộ 241, gần Hồ Forest, California. Cô đột nhiên tông phải một chiếc xe khác và mất lái, băng qua làn đường trên dải phân cách và đâm sầm vào một trạm thu phí bê tông. Nikki tử vong ngay tại chỗ sau cú va chạm quá mạnh. Chiếc Porsche bị phá hủy và Catsouras thiệt mạng do vụ va chạm. Các xét nghiệm độc chất cho thấy có dấu vết của cocaine trong cơ thể Catsouras, nhưng không có rượu.

### Các bức ảnh hiện trường bị rò rỉ
Theo tuần báo Newsweek, vụ tai nạn của Catsouras "khủng khiếp đến mức nhân viên điều tra không cho phép cha mẹ cô bé nhận dạng thi thể con gái họ". Tuy nhiên, những bức ảnh về cái chết của Catsouras lại được chụp bởi các nhân viên Cơ quan Tuần tra xa lộ California (CHP) như một phần của quy trình xử lý va chạm giao thông gây tử vong tiêu chuẩn. Những bức ảnh này sau đó đã được chuyển tiếp cho các đồng nghiệp và bị rò rỉ lên Internet.
Hai nhân viên CHP, Aaron Reich và Thomas O'Donnell, thừa nhận rằng đã truyền tay những bức ảnh vi phạm chính sách của CHP. O'Donnell sau đó đã tuyên bố trong các cuộc phỏng vấn rằng anh chỉ gửi các bức ảnh vào tài khoản e-mail của riêng mình để xem sau đó, trong khi Reich nói rằng đã chuyển những bức ảnh cho bốn người khác. Cha mẹ của Catsouras sớm phát hiện ra các bức ảnh được đăng tải trên mạng. Những bức ảnh đã thu hút được nhiều sự chú ý, bao gồm cả một trang web tưởng nhớ MySpace giả mạo có chứa liên kết đến các bức ảnh. Mọi người cũng gửi bản sao ẩn danh của những bức ảnh cho gia đình Catsouras qua email với các lời lẽ kích bác, bôi nhọ và gây khủng bố về mặt tinh thần. Trong một trường hợp, chú thích của bức ảnh được gửi cho người cha còn đi kèm với dòng chữ "Bố ơi! Này bố, con vẫn còn sống." ("Woohoo Daddy! Hey daddy, I'm still alive."). Điều này khiến gia đình Catsouras phải dừng sử dụng Internet và lo ngại cô con gái út của họ có thể bị chế nhạo vì những bức ảnh, và họ đã cho con gái bắt đầu học tại nhà.
Các khía cạnh quấy rối trực tuyến của vụ việc đã được Werner Herzog đề cập đến trong bộ phim tài liệu năm 2016 Lo and Behold, Reveries of the Connected World.

## Hành động pháp lý của gia đình
Hậu sự việc, gia đình Catsouras đã đệ đơn kiện Cơ quan Tuần tra xa lộ California và hai giám sát viên điều phối bị cáo buộc làm rò rỉ các bức ảnh lên Tòa thượng thẩm California cho Quận Cam. Ban đầu, một thẩm phán phán quyết rằng việc xử lý vụ kiện pháp lý của gia đình đối với CHP vì làm rò rỉ các bức ảnh là điều phù hợp.
Một cuộc điều tra nội bộ đã khiến CHP phải đưa ra lời xin lỗi chính thức và có hành động để ngăn chặn những điều tương tự xảy ra trong tương lai, sau khi phát hiện ra rằng chính sách của họ đã bị vi phạm bởi hai giám sát viên điều phối làm rò rỉ các bức ảnh. O'Donnell đã bị đình chỉ trong 25 ngày không lương, và Reich nghỉ việc ngay sau đó "vì những lý do không liên quan", theo luật sư của anh. Tuy nhiên, khi chuyển sang phần tóm tắt phán quyết, Thẩm phán Steven L. Perk đã bác bỏ vụ kiện chống lại Cục Tuần tra Xa lộ California sau khi cả Reich và O'Donnell đều bị loại khỏi tư cách bị cáo. Perk cho rằng cả hai đều không phải chịu bất kỳ trách nhiệm nào trong việc bảo vệ sự riêng tư của gia đình Catsouras, theo đó kết thúc vụ án một cách nhanh chóng. Thẩm phán tòa thượng thẩm bác bỏ vụ việc của Catsouras đã ra phán quyết vào tháng 3 năm 2008 rằng mặc dù hành vi của những người điều phối là "hoàn toàn đáng trách", tuy nhiên không có luật nào chứng minh hành vi này đáng bị trừng phạt.
CHP đã gửi những trang web thông báo "ngừng đăng và xóa ảnh" nhằm nỗ lực loại bỏ các bức ảnh ra khỏi Internet. Gia đình Catsouras đã thuê ReputationDefender để giúp gỡ bỏ những bức ảnh nhưng chúng vẫn tiếp tục bị lan truyền. ReputationDefender ước tính rằng họ đã thuyết phục các trang web xóa 2.500 bản sao của các bức ảnh, nhưng cho biết rằng việc xóa hoàn toàn chúng khỏi Internet là điều không thể. Luật sư kiêm blogger Ted Frank viết rằng mặc dù giới truyền thông thông cảm với hoàn cảnh của các bậc cha mẹ, nhưng "hiệu ứng Streisand đã khiến những bức ảnh ghê rợn được phổ biến rộng rãi hơn".

Vào ngày 1 tháng 2 năm 2010, có thông tin cho biết Tòa án Phúc thẩm California của Quận 4 đã hủy bỏ bản phán quyết tóm tắt của Thẩm phán Perk, và thay vào đó phán quyết rằng gia đình Catsouras có quyền kiện các bị cáo về tội sơ suất và cố ý gây xúc phạm tinh thần. Gọi hành động của O'Donnell và Reich là "thô tục" và "thiếu đạo đức", tòa án tuyên bố:
Chúng ta dựa vào CHP để bảo vệ và phục vụ công chúng. CHP đã đi ngược lại với kỳ vọng của người dân và thậm chí còn gây tổn hại bằng cách biến những người thân yêu bên chúng ta trở thành chủ đề của những thứ giật gân trên Internet... O'Donnell và Reich nợ các nguyên đơn nghĩa vụ không được khai thác bằng chứng do CHP thu thập theo cách có thể khiến họ có nguy cơ gặp phải khủng hoảng tinh thần nghiêm trọng.
Vào ngày 25 tháng 5 năm 2011, Tòa án Phúc thẩm California của Quận 4 đã ra phán quyết rằng Aaron Reich không chứng minh được việc gửi các bức ảnh qua thư điện tử thuộc phạm vi Tu chính án 1. Reich tuyên bố rằng anh gửi qua email những bức ảnh như một lời cảnh báo về sự nguy hiểm khi lái xe trong tình trạng say rượu vì Reich đã gửi email với nội dung không say rượu khi lái xe, bất chấp kết quả khám nghiệm tử thi của Catsouras cho thấy nồng độ cồn trong máu là 0. Hội đồng Công lý gồm ba người đã xem xét đơn kháng cáo của Reich và đi đến kết luận, "Những lời nói mà Reich đưa ra về việc phát tán những bức ảnh đều không có trước chúng tôi. Tóm lại, đến thời điểm này không có bằng chứng nào cho thấy các e-mail được gửi đi để nói về chủ đề lái xe khi say rượu." Các thẩm phán cũng đặt câu hỏi liệu người nhận có còn giữ lại các e-mail hay không, nhưng luật sư của Reich thừa nhận rằng họ chưa điều tra việc này.
Vào ngày 30 tháng 1 năm 2012, CHP đã đạt được thỏa thuận với gia đình Catsouras, theo đó gia đình sẽ nhận khoảng 2,37 triệu USD tiền bồi thường thiệt hại. Người phát ngôn của CHP, Fran Clader, nhận xét: "Không số tiền nào có thể bù đắp được nỗi đau mà gia đình Catsouras phải gánh chịu. Chúng tôi đã có được hướng giải quyết chung với gia đình để tiết kiệm chi phí tốn kém cho việc tiếp tục kiện tụng và xét xử trước bồi thẩm đoàn. Chúng tôi hy vọng rằng với việc vấn đề pháp lý này đã được giải quyết, gia đình Catsouras có thể khép lại câu chuyện." Cũng trong năm này, mẹ của Catsouras, bà Lesli Catsouras, đã phát hành một cuốn hồi ký với tựa đề "Forever Exposed: The Nikki Catsouras Story", trong đó kể lại những trải nghiệm của bà cùng người chồng trong việc vượt qua nỗi đau về cái chết của con gái và cuộc chiến với những thế lực "quỷ quyệt" trên không gian mạng.